# 1955年の近鉄パールス
1955年の近鉄パールスでは、1955年の近鉄パールスの動向をまとめる。
この年の近鉄パールスは、芥田武夫監督の3年目のシーズンである。

## 概要
前年球団創設5年目で初のAクラス（当時のパ・リーグは現在と違い8球団だった）入りを果たしたチームは大型補強などもなく開幕を迎えるが、4月は首位の南海に7ゲーム差を離されて5位で終えると、前年同様阪急との4位争いが夏場まで続いた。一度は阪急に代わって4位に浮上するものの、後半戦以降は阪急とのゲーム差が広がり、最終的に優勝の南海に39ゲーム離され、阪急に20ゲーム離されて再びBクラスに転落。前年加盟のトンボを20ゲーム離したものの、結局5位でシーズンを終えた。投手陣は山下登が17勝、関根潤三が14勝、武智文雄が10勝で2ケタ勝利をあげるなど健闘してチーム防御率3.45でリーグ7位に入ったものの、打撃陣は前年同様貧打にあえぎチーム本塁打が2位の西鉄に100本以上もつけられ、35本でリーグ最下位。チーム打率は.252でリーグ4位とまずまずだったが、チャンスに弱くリーグ最多の109併殺打を記録した。対戦成績ではBクラス3球団には大きく勝ち越したが、優勝の南海、2位の西鉄には弱く、特に西鉄には3勝17敗で大きく負け越した。

## チーム成績

### レギュラーシーズン
| 1 | 中 | 木村勉   |
| 2 | 遊 | 鈴木武   |
| 3 | 一 | 武智修   |
| 4 | 右 | 安居玉一 |
| 5 | 左 | 日下隆   |
| 6 | 三 | 小玉明利 |
| 7 | 二 | 山本静雄 |
| 8 | 捕 | 原勝彦   |
| 9 | 投 | 武智文雄 |

| 順位 | 4月終了時 | 4月終了時 | 5月終了時 | 5月終了時 | 6月終了時 | 6月終了時 | 7月終了時 | 7月終了時 | 8月終了時 | 8月終了時 | 9月終了時 | 9月終了時 | 最終成績 | 最終成績 |
| ---- | --------- | --------- | --------- | --------- | --------- | --------- | --------- | --------- | --------- | --------- | --------- | --------- | -------- | -------- |
| 1位  | 南海      | --        | 西鉄      | --        | 南海      | --        | 西鉄      | --        | 南海      | --        | 南海      | --        | 南海     | --       |
| 2位  | 西鉄      | 0.5       | 南海      | 1.5       | 西鉄      | 2.0       | 南海      | 0.0       | 西鉄      | 2.5       | 西鉄      | 4.5       | 西鉄     | 9.0      |
| 3位  | 毎日      | 1.5       | 毎日      | 4.5       | 毎日      | 4.5       | 毎日      | 9.0       | 毎日      | 10.0      | 毎日      | 11.5      | 毎日     | 14.0     |
| 4位  | 阪急      | 7.5       | 阪急      | 10.0      | 近鉄      | 14.0      | 阪急      | 11.0      | 阪急      | 13.5      | 阪急      | 18.0      | 阪急     | 19.0     |
| 5位  | 近鉄      | 9.5       | 近鉄      | 10.5      | 阪急      | 14.5      | 近鉄      | 19.0      | 近鉄      | 26.5      | 近鉄      | 28.0      | 近鉄     | 39.0     |
| 6位  | 東映      | 10.5      | 大映      | 16.5      | 東映      | 23.0      | 大映      | 29.0      | 大映      | 34.0      | 大映      | 41.5      | 大映     | 46.0     |
| 7位  | トンボ    | 12.0      | トンボ    | 17.5      | 大映      | 23.5      | 東映      | 29.5      | 東映      | 37.0      | 東映      | 44.0      | 東映     | 48.0     |
| 8位  | 大映      | 14.5      | 東映      | 18.0      | トンボ    | 26.5      | トンボ    | 34.5      | トンボ    | 44.5      | トンボ    | 51.5      | トンボ   | 57.0     |

| 順位 | 球団             | 勝 | 敗 | 分 | 勝率 | 差   |
| 1位  | 南海ホークス     | 99 | 41 | 3  | .707 | 優勝 |
| 2位  | 西鉄ライオンズ   | 90 | 50 | 4  | .643 | 9.0  |
| 3位  | 毎日オリオンズ   | 85 | 55 | 2  | .607 | 14.0 |
| 4位  | 阪急ブレーブス   | 80 | 60 | 2  | .571 | 19.0 |
| 5位  | 近鉄パールス     | 60 | 80 | 2  | .429 | 39.0 |
| 6位  | 大映スターズ     | 53 | 87 | 1  | .379 | 46.0 |
| 7位  | 東映フライヤーズ | 51 | 89 | 3  | .364 | 48.0 |
| 8位  | トンボユニオンズ | 42 | 98 | 1  | .300 | 57.0 |

## オールスターゲーム1955
| ファン投票 | 選出なし |
| 監督推薦   | 武智修   |

## できごと
- 6月19日：武智文雄投手、対大映戦（大阪スタヂアム）で完全試合達成（史上2人目、パ・リーグ初）。
- 8月30日：武智文雄、対大映戦（中日球場）で初回から9回一死までパーフェクトピッチング、あわや史上初の「2度目の完全試合」かと思われたが、26番目の打者・八田正に中堅前の安打を打たれて達成出来ず。

## 表彰選手
| リーグ・リーダー |
| ---------------- |
| 受賞者なし       |

| ベストナイン |
| ------------ |
| 選出なし     |